# Església del Roser (Igualada)
L'Església del Roser és una edifici religiós del municipi d'Igualada (Anoia). Està protegida com a bé cultural d'interès local.

## Descripció
És una església d'una sola nau amb vuit altars laterals. En el cimbori damunt del creuer hi ha quatre obertures esfèriques perquè hi entri la llum. A la capçalera de l'església hi ha el campanar. A la façana, totalment llisa, només hi ha un portal franquejat per dues columnes amb una capelleta adossada a la part superior amb la Verge del Roser. Al damunt, una rosassa vidriada. Tot dins el més pur estil neoclàssic català.

## Història
La història de l'església del Roser va lligada a la història de la confraria del Roser. Aquesta confraria data del 1574; per tant, l'església té els seus orígens a finals del segle xvi. El 1590 s'hi produeix el fet de la suor de sant del Sant Crist d'Igualada. La primera pedra de l'actual es col·locà l'any 1806; la Guerra del Francès paralitzà les obres. L'any 1819 fou beneïda. El 1863 es construí el campanar. Durant el període 1936-39 l'església serveix de magatzem del futur museu. Acabada la guerra, es reconstruí.